# Divisione amministrativa delle colonie italiane

Insegna di Viceré dell'Africa Orientale Italiana.

Insegna dei Governatori di Colonia del Dodecaneso, della Libia e di Tiensin.

Bandiera distintivo di Luogotenente Generale in Albania

Alla sua massima espansione (1941), l'Impero coloniale italiano era diviso in colonie governate da un viceré (Africa Orientale Italiana) o da un governatore (Dodecaneso, Libia, Tientsin).
Erano distinte dalle colonie l'Albania, regno in unione personale con l'Italia e sottoposta ad un Luogotenente generale rappresentante del sovrano, e le acquisizioni territoriali successive al 1941: le province di Cattaro, di Spalato e di Lubiana, formalmente parte del territorio metropolitano italiano.
Ecco come era la divisione colonia per colonia nel 1941:

## Libia italiana
L'occupazione della Libia cominciò il 5 ottobre 1911 con la conquista di Tripoli da parte dell'Italia durante la guerra italo-turca, dopo che il 29 settembre aveva dichiarato guerra all'Impero ottomano. Il 18 ottobre 1912, con la Pace di Losanna, l'Italia otteneva la Libia. Così nacquero le due colonie di Tripolitania e di Cirenaica, fu occupato l'interno, togliendolo dalle mani della confraternita islamica dei Senussi e solo nel 1934, a distanza di ben 20 anni dopo la conquista, la Libia venne completamente unita nelle mani di un governatore generale, da cui dipendeva un Governo generale alle dipendenze del Ministero dell'Africa Italiana. La Libia era divisa in quattro commissariati costieri:
- commissariato di Tripoli, dove aveva sede il governo e il governatore generale,
- commissariato di Misurata,
- commissariato di Bengasi,
- commissariato di Derna,

tutte retti da commissari e suddivisi in circondari, residenze e vice residenze. Nel sud della Libia il Fezzan rimaneva sotto gestione militare, e formava un territorio:
- Territorio del Sahara Libico o Territorio Militare del Sud con capoluogo Hon

che da solo comprendeva più della metà della Libia, era retto da un comando militare e diviso in sottozone.
Per andare in Libia nelle province costiere, nel 1940 gli italiani dovevano avere un passaporto per l'estero o un lasciapassare coloniale che veniva emesso dalle regie Questure. Da novembre a maggio, durante la stagione turistica, il lasciapassare poteva essere sostituito dalla "tessera turistica della Libia" ottenibile nelle agenzie di viaggio; costava 30 lire e aveva una validità di 2 mesi.
Inoltre la Libia aveva proprie sigle automobilistiche, che furono dal 1912 al 1935:
- T o TRIPOLI per la Tripolitania italiana
- CNA per la Cirenaica italiana

Le sigle automobilistiche dopo il 1935 furono:
- Libia T per Tripoli
- Libia B per Bengasi
- Libia D per Derna
- Libia M per Misurata
- Libia HO per il Territorio del Sahara Libico.

## Isole italiane dell'Egeo
Il Dodecaneso fu occupato durante la Guerra di Libia (1911-12): la prima isola conquistata fu Stampalia il 26 aprile 1912, l'ultima fu Rodi occupata il 16 maggio. Divennero possedimento con il trattato di Losanna del 1923, nel 1930 presero la denominazione ufficiale di Isole italiane dell'Egeo con capoluogo Rodi, dove aveva sede il governatore. Il 18 settembre 1943 furono occupate dai tedeschi, nel 1945 dagli inglesi e nel 1947 passarono alla Grecia.
La sigla della colonia era R e poi Rodi. In tutte le targhe c'era la Croce di Malta dell'Ordine di Malta, a cui il Dodecaneso apparteneva dal 1300 circa al 1522, o dal 1925 il fascio littorio simbolo del fascismo.

## Tientsin e altre concessioni italiane in Cina
Alla fine della Guerra dei Boxer l'Italia ottenne una concessione di meno di mezzo chilometro quadrato a Tientsin, col diritto di tenere piccole guarnigioni nella Legazione di Pechino, a Wang tsun, Tangku, Tientsin e nel forte di Shan Hai Kwan, dove la Grande Muraglia tocca il mare.
Nel 1906 i distaccamenti furono ridotti a quelli di Tientsin e della Legazione di Pechino, col mantenimento dei posti di Tangku e Shan hai Kwan.
Nel febbraio del 1932 venne costituito un presidio a Shanghai e messo un posto radio a Pei ta Ho, a 35 chilometri da Shan Hai Kwan.
Nel 1937, in seguito all'intervento occidentale per proteggere Shanghai durante l'avanzata giapponese, le Potenze occidentali decisero d'assumere il controllo di gran parte della città e la divisero in concessioni nazionali. All'Italia toccò un'ampia zona compresa tra il fiume Su Chow, via Robinson – dove fu stanziato il presidio – via Ferry e via Jessfield, come al tempo dell'occupazione di Pechino.
Di conseguenza, allo scoppio della II Guerra Mondiale l'Italia era presente in Cina con le concessioni di Tientsin e Shanghai e con i presidi della Legazione di Pechino, del forte di Shan Hai Kwan, di Tang Ku e Pei ta Ho.

## Albania
L'Albania fu occupata il 7 aprile 1939 dall'Italia, venne unita al Regno d'Italia il 12 aprile 1941 e Vittorio Emanuele III, re d'Italia e imperatore d'Etiopia, diventava anche Re d'Albania: nel 1941 con la disfatta della Jugoslavia venne unito all'Albania parte del Kosovo e della Macedonia, nel 1943 fu occupata dai tedeschi, e nel 1944 fu occupata dai partigiani comunisti e ridivenne indipendente nei confini del 1940. Il Luogotenente generale aveva sede a Tirana, era divisa in 13 province:
- provincia di Scutari
- provincia di Cuches
- provincia di Alessio
- provincia di Debar
- provincia di Durazzo
- provincia di Tirana, dove aveva sede il viceré
- provincia di Elbasan
- provincia di Levani o provincia di Apollonia (capoluogo Levani)
- provincia di Berat
- provincia di Coriza
- provincia di Argirocastro
- provincia di Valona
- provincia di Pristina o del Kosovo (capitale Pristina), aggiunta nel 1941

L'isola di Saseno, presso Valona, parte dell'Italia dal 1920 al 1941 fece parte della provincia di Zara (Friuli-Venezia Giulia), dal 1941 al 1943 della provincia di Cattaro (Dalmazia), poi seguì la storia dell'Albania.